# Павел I Брешианский
Па́вел I (Павли́н I; лат. Paulus I или Paulinus I; умер в первой половине V века) — епископ Брешиа с 410 или 412 года; местночтимый святой, почитаемый в Католической церкви (день памяти — 4 марта).

## Биография
В списках глав Брешианской епархии святой Павел I упоминается как преемник епископа Гауденция, по некоторым свидетельствам, своего брата. Последнее достоверное свидетельство о Гауденции относится к 405 или 406 году, а умер он на несколько лет позднее. На этих основаниях получение Павлом I епископской кафедры в Брешиа датируется периодом от 410 до 412 года.
Мнение о Павле I как выходце из Римской Африки, нотарии и диаконе Медиоланской епархии — ошибочно. Также не соответствует действительности приписывание Павлу Брешианскому трёх агиографических сочинений: «Vita S. Ambrosii», «Libellum Zozimo Papae in gratiarum actionem ob Pelagium» и «De Benedictionibus Patriarcarum».
Достоверных свидетельств о деятельности Павла I как главы Брешианской епархии не сохранилось. Вероятно, его заботами епископ Гауденций был погребён в церкви Всех Святых (лат. Consilium Sanctorum; впоследствии церковь Святого Иоанна Крестителя). Павлу I приписывается основание церкви Сант-Эусебио-аль-Голетто в холмах Ронки, но, скорее всего, она была заложена при епископе Павле II. Возможно, во времена Павла I над могилой Филастрия Брешианского был сооружён алтарь, а в церкви, где он находился, начались проводиться посвящённые этому святому службы.
П.-Б. Гамс относил смерть Павла I приблизительно к 430 году. Однако такая точная датировка не подтверждается данными античных и средневековых исторических источников. Достоверно установлено только то, что Павел скончался в первой половине V века и был похоронен в одной из церквей Брешиа (возможно, в Сан-Флориано, Сан-Андреа или Сан-Сальваторе). В 1497 году могила с мощами епископа была вскрыта и останки были перенесены в церковь Сант-Эусебио-аль-Голетто. Однако 3 марта следующего года они были перевезены в церковь Сан-Пьетро-ин-Оливето, где помещены рядом с реликвиями святых брешианских епископов Павла II, Киприана и Деусдедита. 9 февраля 1798 года останки Павла I были перенесены в церковь Сант-Агата, где находятся и в настоящее время.
Преемником Павла I в Брешианской епархии был епископ Теофил.
Также как и все главы Брешианской епархии III—VII веков от Анатолия до Деусдедита, ещё в средневековье Павел I был причислен к местночтимым святым. Первые сведения о его культе относятся к XI веку. Сначала Павел I поминался вместе с другими святыми епископами Брешиа (Сильвином, Павлом II, Киприаном и Деусдедитом) в четвёртое воскресенье после Пасхи, а также 3 марта (в день перенесения мощей). Теперь же днём памяти святого Павла I Брешианского является 4 марта.